# 太仆
太仆，中国古代官名。

## 沿革
據《周禮·夏官》，太仆一職掌管「王之服位及傳遞王命、侍從出入」，又有校人一職，掌管「王馬之政」。秦汉時的太仆是由兩職合併而成，为九卿之一，秩禄二千石，掌管輿馬與畜牧業。南朝不常设，北齐设立太仆寺，太仆改称太仆寺卿，一直延续到清朝末年。
周穆王任命伯冏擔任太僕正，史官寫了冊書，名爲〈冏命〉（收入《尚書》）。故後世雅稱太僕寺卿為冏卿。

## 属官
西汉属官
- 大厩令 - 大厩丞5人、大厩尉1人
- 未央令 - 未央丞5人、未央尉1人
- 家馬令 - 家馬丞5人、家馬尉1人
- 車府令 - 車府丞
- 路軨令 - 路軨丞
- 騎馬令 - 騎馬丞
- 駿馬令 - 駿馬丞
- 龍馬監 - 龍馬長 - 龍馬丞
- 閑駒監 - 閑駒長 - 閑駒丞
- 櫜泉監 - 櫜泉長 - 櫜泉丞
- 騊駼監 - 騊駼長 - 騊駼丞
- 承華監 - 承華長 - 承華丞
- 牧師菀令6人:
- 牧櫜令 - 牧櫜丞
- 昆蹏令 - 昆蹏丞
- 中太僕: 皇太后車馬管轄。非常設

东汉属官
- 丞1人、秩禄千石
- 考工令1人（六百） - 左右丞各1人 - 員吏109人
- 車府令1人（六百） - 丞1人 - 員吏24人
- 未央厩令1人（六百） - 長楽厩丞1人